# Преобразование Лежандра
Преобразование Лежандра для заданной функции {\displaystyle f(x)} — это построение функции {\displaystyle f^{*}(p)}, двойственной ей по Юнгу. Если исходная функция была определена на векторном пространстве {\displaystyle V}, её преобразованием Лежандра будет функция, определённая на сопряжённом пространстве {\displaystyle V^{*}}, то есть на пространстве линейных функционалов на пространстве {\displaystyle V}.

## Мотивация
Возможная мотивация может быть выражена в виде менее общего определения. Преобразование Лежандра — это такая замена функции и переменной, при которой старая производная принимается за новую переменную, а старая переменная — за новую производную.
Выражение для дифференциала
{\displaystyle df(x)=f'(x)\,dx}
в силу того, что {\displaystyle d(xf')=f'\,dx+x\,df'}, может быть записано в виде
{\displaystyle d(xf'-f)=x\,df'.}
Если теперь принять, что
{\displaystyle F=xf'-f,\quad y=f'(x),}
что и является преобразованием Лежандра {\displaystyle (f,x)\to (F,y)}, тогда
{\displaystyle dF(y)=F'(y)\,dy,\quad x=F'(y).}
При этом новая переменная {\displaystyle y} равна старой производной, а старая переменная {\displaystyle x} равна новой производной:
{\displaystyle y=f'(x),\quad x=F'(y).}
Определения могут отличаться знаком {\displaystyle F}. Если исходных переменных {\displaystyle x} больше, чем одна, преобразование Лежандра может быть осуществлено по любому подмножеству из них.

## Определение

### Аналитическое определение
Преобразованием Лежандра функции {\displaystyle f}, заданной на подмножестве {\displaystyle M} векторного пространства {\displaystyle V}, называется функция {\displaystyle f^{*}}, определенная на подмножестве {\displaystyle M^{*}} сопряжённого пространства {\displaystyle V^{*}} по формуле
{\displaystyle f^{*}(p)=\sup _{x\in M}{\big (}\langle p,x\rangle -f(x){\big )},\quad p\in M^{*}=\left\{p:\sup _{x\in M}{\big (}\langle p,x\rangle -f(x){\big )}<\infty \right\},}
где {\displaystyle \langle p,x\rangle } — значение линейного функционала {\displaystyle p} на векторе {\displaystyle x}. В случае гильбертова пространства {\displaystyle \langle p,x\rangle } — обычное скалярное произведение. В частном случае дифференцируемой функции, заданной в {\displaystyle {\mathcal {R}}^{n}}, переход к сопряженной функции осуществляется по формулам
{\displaystyle f^{*}(p)=\langle p,x\rangle -f(x),\quad p={\frac {\partial f}{\partial x}}=\operatorname {grad} f,}
причём {\displaystyle x} нужно выразить через {\displaystyle p} из второго уравнения.

### Геометрический смысл
Для выпуклой функции {\displaystyle f(x)} её надграфик {\displaystyle \operatorname {epi} f=\{(x,y)\mid y\geqslant f(x)\}} есть выпуклое замкнутое множество, границей которого является график функции {\displaystyle f(x)}. Множество опорных гиперплоскостей к надграфику функции {\displaystyle f(x)} есть естественная область определения её преобразованием Лежандра {\displaystyle f^{*}(p).} Если {\displaystyle p} — опорная гиперплоскость (в нашем случае касательная) к надграфику, она пересекает ось {\displaystyle y} в некоторой единственной точке. Её {\displaystyle y}-координата, взятая со знаком минус, и есть значение функции {\displaystyle f^{*}(p)}.
Соответствие {\displaystyle x\to p} определено однозначно в области, где функция {\displaystyle f(x)} дифференцируема. Тогда {\displaystyle p} — касательная гиперплоскость к графику {\displaystyle f(x)} в точке {\displaystyle x}.
Обратное соответствие {\displaystyle p\to x} определено однозначно тогда и только тогда, когда функция {\displaystyle f(x)} строго выпукла. В этом случае {\displaystyle x} — единственная точка касания опорной гиперплоскости {\displaystyle p} с графиком функции {\displaystyle f(x).}
Если функция {\displaystyle f(x)} дифференцируема и строго выпукла, определено соответствие {\displaystyle p(x)\leftrightarrow df(x),} сопоставляющее гиперплоскости {\displaystyle p} дифференциал функции {\displaystyle f(x)} в точке {\displaystyle x}. Это соответствие взаимно однозначно и позволяет перенести область определения функции {\displaystyle f^{*}(p)} в пространство ковекторов {\displaystyle V^{*},} которыми являются дифференциалы функции {\displaystyle f(x)}.
В общем случае произвольной невыпуклой функции геометрический смысл преобразования Лежандра сохраняется. В силу опорного принципа, выпуклая оболочка надграфика {\displaystyle \varphi } является пересечением полупространств, задаваемых всеми опорными гиперплоскостями, поэтому для преобразования Лежандра существенна лишь выпуклая оболочка надграфика {\displaystyle \varphi }. Таким образом, случай произвольной функции легко сводится к случаю выпуклой. Функция даже не обязана быть дифференцируемой или непрерывной, её преобразование Лежандра всё равно будет выпуклой полунепрерывной снизу функцией.

## Свойства
1. Теорема Фенхеля — Моро: для собственной выпуклой полунепрерывной снизу функции f, заданной на рефлексивном пространстве, преобразование Лежандра является инволютивным, то есть {\displaystyle f^{**}(x)=f(x)}. Легко убедиться, что если выпуклым замыканием функции f является функция g, то f* = g*. Отсюда следует, что для невыпуклой функции, выпуклое замыкание которой — собственная функция,
{\displaystyle f^{**}(x)=\operatorname {\overline {co}} f(x)},
где {\displaystyle \operatorname {\overline {co}} f} — выпуклое замыкание функции f.
2. Непосредственно из аналитического определения следует неравенство Юнга — Фенхеля:
{\displaystyle f(x)+f^{*}(p)\geqslant \langle p,x\rangle }, причём равенство достигается, только если p = F́(x).
(Часто неравенством Юнга называют частный случай этого неравенства для функции {\displaystyle F(x)=x^{a}/a}, a > 1.)
3. В вариационном исчислении (и основанной на нём лагранжевой механике) преобразование Лежандра обычно применяется к лагранжианам действия {\displaystyle L(t,x,{\dot {x}})} по переменной {\displaystyle {\dot {x}}}. Образом лагранжиана становится гамильтониан действия H(t, x, p), а уравнения Эйлера — Лагранжа для оптимальных траекторий преобразуются в уравнения Гамильтона.
4. Используя тот факт, что {\displaystyle p=\nabla _{x}f}, легко показать, что {\displaystyle \nabla _{p}f^{*}(p)=-x}.

## Примеры

### Степенная функция
Рассмотрим преобразование Лежандра функции {\displaystyle f(x)=x^{n}}, ({\displaystyle n>0}, {\displaystyle n\neq 1}), определённой на {\displaystyle \mathbb {R^{+}} }. В случае чётного n можно рассматривать {\displaystyle \mathbb {R} }.
{\displaystyle p(x)={\frac {df}{dx}}=n\cdot x^{n-1}.}
Отсюда выражаем {\displaystyle x=x(p)}, получаем
{\displaystyle x(p)=\left({\frac {p}{n}}\right)^{\frac {1}{n-1}}.}
Итого получаем преобразование Лежандра для степенной функции:
{\displaystyle f^{*}(p)=px-f(x)=\left({\frac {p}{n}}\right)^{\frac {n}{n-1}}\cdot (n-1).}
Легко проверить, что повторное преобразование Лежандра даёт исходную функцию {\displaystyle f(x)}.

### Функция многих переменных
Рассмотрим функцию многих переменных, определённую на пространстве {\displaystyle \mathbb {R} ^{n}} следующего вида:
{\displaystyle f(x)=\langle x,Ax\rangle +c.}
{\displaystyle A} действительная, положительно определённая матрица, {\displaystyle c} константа. Прежде всего убедимся, что сопряженное пространство, на котором определено преобразование Лежандра, совпадает с {\displaystyle \mathbb {R} ^{n}}. Для этого нам нужно убедиться в существовании экстремума функции {\displaystyle \phi =\langle p,x\rangle -\langle x,Ax\rangle -c}.
{\displaystyle \nabla _{x}\phi =p-2Ax,}
{\displaystyle \nabla _{x}\nabla _{x}\phi =-2A.}
В силу положительной определённости матрицы {\displaystyle A}, мы получаем, что точка экстремума является максимумом. Таким образом для каждого {\displaystyle p} существует супремум. Вычисление преобразования Лежандра проводится непосредственно:
{\displaystyle f^{*}(p)={\frac {1}{4}}\langle p,A^{-1}p\rangle -c.}

## Применения

### Гамильтонова механика
В лагранжевой механике система описывается функцией Лагранжа. Для типичной задачи функция Лагранжа выглядит следующим образом:
{\displaystyle L(q,u)={\frac {1}{2}}\langle u,Mu\rangle -V(q),}
{\displaystyle (q,u)\in \mathbb {R} ^{n}\times \mathbb {R} ^{n}}, со стандартными евклидовым скалярным произведением. Матрица {\displaystyle M} считается действительной, положительно определённой. В том случае, когда лагранжиан не вырожден по скоростям, то есть
{\displaystyle p=\nabla _{u}L(q,u)\neq 0,}
можно сделать преобразование Лежандра по скоростям и получить новую функцию, называемую гамильтонианом:
{\displaystyle H(p,q)=pq'-L={\frac {1}{2}}\langle p,M^{-1}p\rangle +V(q).}

### Термодинамика
В термодинамике очень часто встречаются самые разные термодинамические функции, дифференциал которых выглядит в самом общем случае как
{\displaystyle dL=X\,dx+Y\,dy+Z\,dz+\ldots }
К примеру, дифференциал для внутренней энергии выглядит следующим образом:
{\displaystyle dE=T\,dS-P\,dV.}
Энергия тут представлена как функция переменных {\displaystyle S,V}. Подобные переменные называются естественными. Например, свободная энергия получается как преобразования Лежандра внутренней энергии:
{\displaystyle F=E-TS,}
{\displaystyle dF=-S\,dT-P\,dV.}
В общем случае, если мы хотим перейти от функции {\displaystyle L=L(x,y,z,\ldots )} к функции {\displaystyle L=L(X,y,z,\ldots )}, то следует сделать преобразование Лежандра:
{\displaystyle L(X,y,z,\ldots )=L-xX,}
{\displaystyle dL(X,y,z,\ldots )=-x\,dX+Y\,dy+Z\,dz+\ldots }

### Теория поля. Функциональное преобразование Лежандра
В квантовой теории поля очень часто используется функциональное преобразование Лежандра. Исходным объектом являются связные функции Грина, которые обозначаются {\displaystyle W(A)}, где {\displaystyle A} — некоторые внешние поля. Преобразованием Лежандра по полю А называют следующую функцию:
{\displaystyle \Gamma (\alpha )=W{\big (}A(\alpha ){\big )}-\int dx\cdot \alpha A.}
Знак интегрирование обычно не пишут. {\displaystyle \alpha } определяется следующим выражением:
{\displaystyle \alpha (x)={\frac {\delta {W}}{\delta {A(x)}}},}
{\displaystyle \delta } означает вариационную производную. При помощи свойства вариационной производной несложно вывести следующее соотношение, связывающее {\displaystyle W} и {\displaystyle \Gamma }. Действительно:
{\displaystyle \delta (x-y)={\frac {\delta A(x)}{\delta A(y)}}=\int dz\,{\frac {\delta A(x)}{\delta \alpha (z)}}{\frac {\delta \alpha (z)}{\delta A(y)}}=-\int dz\,{\frac {\delta ^{2}\Gamma }{\delta \alpha (x)\delta \alpha (z)}}{\frac {\delta ^{2}W}{\delta A(z)\delta A(y)}}.}
Другими словами, функционалы {\displaystyle W_{2}={\frac {\delta ^{2}W}{\delta A(z)\delta A(y)}}} и {\displaystyle \Gamma _{2}={\frac {\delta ^{2}\Gamma }{\delta \alpha (x)\delta \alpha (z)}}}, с точностью до знака, являются обратными друг к другу. Символически это записывают следующим образом:
{\displaystyle W_{2}\cdot \Gamma _{2}=-1.}